# Distrikt Uummannaq
Uummannaq ist seit 2009 ein grönländischer Distrikt in Westgrönland. Er ist deckungsgleich mit der von 1950 bis 2008 bestehenden Gemeinde Uummannaq.

## Lage
Der Distrikt Uummannaq befindet sich im großen Fjordkomplex des Uummannap Kangerlua zwischen der Halbinsel Nuussuaq im Süden und Sigguup Nunaa im Norden. Nördlich grenzt der Distrikt Upernavik an, während auf der anderen Seite der Halbinsel der Distrikt Ilulissat liegt. Auf dem Festland vor der Insel Upernivik befindet sich mit 2259 m der Berg Perserajooq, der die höchste Erhebung des Distriktes und des (größtenteils unter dem Eisschild verlaufenden) namenlosen westlichen Gebirgszuges ist, der sich von Uummannaq rund 800 km nordwärts nach Upernavik ausdehnt.

## Geschichte
Die Gemeinde Uummannaq entstand 1950 durch die Dekolonialisierung des Kolonialdistrikts Ũmánaĸ.
Bei der Verwaltungsreform 2009 wurde die Gemeinde Uummannaq in die Qaasuitsup Kommunia eingegliedert und zu einem Distrikt. Seit 2018 ist der Distrikt Uummannaq Teil der Avannaata Kommunia.
Beim Bergrutsch und Tsunami im Karrat-Fjord 2017 wurde der Ort Nuugaatsiaq zerstört und daraufhin ebenso wie Illorsuit wegen der Gefahr eines weiteren Tsunamis aufgegeben.

## Orte
Neben der Stadt Uummannaq befinden sich folgende Dörfer im Distrikt Uummannaq:
- Ikerasak
- Niaqornat
- Qaarsut
- Saattut
- Ukkusissat

Daneben befanden sich die folgenden mittlerweile verlassenen Siedlungen in der damaligen Gemeinde bzw. im heutigen Distrikt:
- Akuliaruseq
- Appat
- Illorsuit
- Maamorilik
- Nuugaatsiaq
- Qaarsuarsuk
- Sermiarsuit
- Uummannatsiaq

## Wappen
Das Wappen ist blau und zeigt einen weißen Eissturmvogel sowie zwei diagonale Wellen. Eissturmvögel kommen am häufigsten in der Gemeinde Uummannaq vor und sind auch Namensgeber für den Sportverein FC Malamuk Uummannaq. Die Wellen zeigen, dass der Vogel von oben betrachtet über das Meer fliegt. Das Wappen wurde 1975 angenommen.

## Bevölkerungsentwicklung
Die Einwohnerzahl des Distrikts war bis zur Jahrtausendwende relativ konstant und ist seitdem rückläufig.